# Han Na-lae
Han Na-lae (Incheon, 6 de julio de 1992) es una extenista profesional surcoreana.
Ha logrado 1 título de dobles WTA, además de 11 títulos de individuales y 20 de dobles del circuito ITF.
Tiene un mejor ranking histórico de 157 individual y 95 de dobles.
Hizo su debut en el cuadro principal de la WTA en el Torneo de Seúl 2014 luego de recibir un wildcard. Obteniendo su primera victoria en la WTA, perdería en segunda ronda ante la preclasificada #5 y #43 del mundo Varvara Lepchenko.
En el 2020, hizo su debut en el cuadro principal de Grand Slam en el Abierto de Australia después de recibir un wildcard.
Han anunció en mayo de 2024 que se retiraría al final de la temporada.

## Títulos WTA (1; 0+1)

### Dobles (1)
| Leyenda                    |
| -------------------------- |
| Grand Slam (0)             |
| Juegos Olímpicos (0)       |
| WTA Tour Championships (0) |
| Premier Mandatory (0)      |
| Premier 5 (0)              |
| Premier (0)                |
| International (1)          |

| No. | Fecha                    | Torneo | Superficie | Pareja      | Oponentes en la final       | Resultado |
| 1.  | 23 de septiembre de 2018 | Seúl   | Dura       | Choi Ji-hee | Hsieh Shu-ying Su-Wei Hsieh | 6-3, 6-2  |

## Títulos WTA 125s

### Dobles (2–0)
| Resultado | Fecha                   | Torneos | Superficie | Pareja        | Oponentes                                 | Resultado        |
| --------- | ----------------------- | ------- | ---------- | ------------- | ----------------------------------------- | ---------------- |
| Campeona  | 26 de diciembre de 2021 | Seúl    | Dura (i)   | Ji-hee Choi   | Valentini Grammatikopoulou Réka Luca Jani | 6-4, 6-4         |
| Campeona  | 25 de junio de 2023     | Gaiba   | Césped     | Su-jeong Jang | Weronika Falkowska Katarzyna Piter        | 6-3, 3-6, [10-6] |

## Títulos ITF

### Singles: 11
| Legend               |
| -------------------- |
| $100,000 tournaments |
| $80,000 tournaments  |
| $60,000 tournaments  |
| $25,000 tournaments  |
| $15,000 tournaments  |
| $10,000 tournaments  |

| Finals by surface |
| ----------------- |
| Dura(11)          |
| Arcilla (0)       |
| Hierba (0)        |
| Carpet (0)        |

| N.º | Fecha                   | Torneo                 | Superficie | Rival              | Resultado     |
| --- | ----------------------- | ---------------------- | ---------- | ------------------ | ------------- |
| 1.  | 8 de agosto de 2011     | Taipéi, Taiwán         | Dura       | Emi Mutaguchi      | 6–3, ret.     |
| 2.  | 28 de octubre de 2013   | Seoul, South Korea     | Dura       | Kim Da-hye         | 6–4, 6–4      |
| 3.  | 8 de marzo de 2015      | Port Pirie, Australia  | Dura       | Jang Su-jeong      | 3–6, 6–4, 6–2 |
| 4.  | 25 de diciembre de 2015 | Bangkok, Tailandia     | Dura       | Risa Ozaki         | 6–2, 6–4      |
| 5.  | 22 de mayo de 2016      | Goyang, South Korea    | Dura       | Harriet Dart       | 6–3, 6–2      |
| 6.  | 10 de junio de 2016     | Yuxi, China            | Dura       | Lu Jiaxi           | 5–7, 6–1, 6–3 |
| 7.  | 21 de mayo de 2017      | Incheon, South Korea   | Dura       | Luksika Kumkhum    | 7–6(7–2), 7–5 |
| 8.  | 24 de junio de 2018     | Daegu, South Korea     | Dura       | Misaki Doi         | 5–2 ret.      |
| 9.  | 14 de abril de 2019     | Osaka, Japón           | Dura       | Xiyu Wang          | 7-5 3-6 6-3   |
| 10. | 2 de junio de 2019      | Incheon, Corea del Sur | Dura       | Anastasia Gasanova | 6-3 6-0       |
| 11. | 9 de junio de 2019      | Daegu, Corea del Sur   | Dura       | Haruna Arakawa     | 6-1 6-2       |

### Doubles: 22
| Leyenda             |
| ------------------- |
| Torneos de $100,000 |
| Torneos de $80,000  |
| Torneos de $60,000  |
| Torneos de $25,000  |
| Torneos de $15,000  |
| Torneos de $10,000  |

| Finals by surface |
| ----------------- |
| Dura (20)         |
| Arcilla (2)       |
| Hierba(0)         |
| Carpet (0)        |

| N.º | Fecha                    | Torneo                  | Superficie | Pareja          | Rivales                                  | Resultado             |
| --- | ------------------------ | ----------------------- | ---------- | --------------- | ---------------------------------------- | --------------------- |
| 1.  | 9 de noviembre de 2009   | Manila, Philippines     | Dura       | Yoo Mi          | Czarina Mae Arévalo Katharina Lehnert    | 6–0, 6–3              |
| 2.  | 2 de mayo de 2011        | Hyderabad, India        | Clay       | Lee So-ra       | Sowjanya Bavisetti Natasha Palha         | 6–3, 6–2              |
| 3.  | 28 de enero de 2013      | Antalya, Turkey         | Clay       | Lee Jin-a       | Eva Fernández Brugués Isabella Shinikova | 6–3, 6–3              |
| 4.  | 31 de marzo de 2013      | Nishitama, Japan        | Dura       | Kang Seo-kyung  | Makoto Ninomiya Eri Hozumi               | 6–4, 6–7(4–7), [10–6] |
| 5.  | 24 de junio de 2013      | Gimcheon, Corea del Sur | Dura       | Yoo Mi          | Kim Yun-hee Yoo Jin                      | 6–3, 6–3              |
| 6.  | 28 de octubre de 2013    | Seoul, Corea del Sur    | Dura       | Yoo Mi          | Kim Sun-jung Yu Min-hwa                  | 2–6, 6–3, [10–6]      |
| 7.  | 10 de marzo de 2014      | Shenzhen, China         | Dura       | Yoo Mi          | Natela Dzalamidze Polina Leykina         | 6–1, 6–1              |
| 8.  | 5 de mayo de 2014        | Incheon, Corea del Sur  | Dura       | Yoo Mi          | Noppawan Lertcheewakarn Melis Sezer      | 6–1, 6–1              |
| 9.  | 14 de julio de 2014      | Phuket, Tailandia       | Dura (i)   | Yoo Mi          | Akari Inoue Lee Ya-hsuan                 | 6–4, 6–3              |
| 10. | 31 de mayo de 2015       | Changwon, Corea del Sur | Dura       | Yoo Mi          | Mana Ayukawa Makoto Ninomiya             | 6–3, 6–1              |
| 11. | 14 de junio de 2015      | Goyang, Corea del Sur   | Dura       | Yoo Mi          | Liu Chang Lu Jiajing                     | 6–1, 7–5              |
| 12. | 24 de julio de 2015      | Zhengzhou, China        | Dura       | Jang Su-jeong   | Liu Chang Zhang Ling                     | 6–3, 6–0              |
| 13. | 9 de abril de 2016       | Changwon, Corea del Sur | Dura       | Yoo Mi          | Lu Jiajing Elise Mertens                 | 4–6, 6–3, [10–7]      |
| 14. | 1 de abril de 2017       | Kōfu, Japan             | Dura       | Luksika Kumkhum | Erina Hayashi Robu Kajitani              | 6–3, 6–0              |
| 15. | 13 de mayo de 2018       | Goyang, Corea del Sur   | Dura       | Lee So-ra       | Ulrikke Eikeri Akiko Omae                | 6–2, 5–7, [10–2]      |
| 16. | 20 de mayo de 2018       | Incheon, Corea del Sur  | Dura       | Kim Na-ri       | Chang Kai-chen Hsu Ching-wen             | 5–0 ret.              |
| 17. | 23 de septiembre de 2018 | Seúl, Corea del Sur     | Dura       | Choi Ji-hee     | Su-Wei Hsieh Shu-Ying Hsieh              | 6-3 6-2               |
| 18. | 10 de marzo de 2019      | Yokohama, Japón         | Dura       | Choi Ji-hee     | Rutuja Bhosale Akiko Omae                | 6-1 7-5               |
| 19. | 14 de abril de 2019      | Osaka, Japón            | Dura       | Choi Ji-hee     | Ching-Wen Hsu Xiyu Wang                  | 6-4, 5-7, [10-8]      |
| 20. | 2 de junio de 2019       | Incheon, Corea del Sur  | Dura       | Choi Ji-hee     | Kanako Morisaki Minori Yonehara          | 6-3, 6-3              |
| 21. | 2 de marzo de 2021       | Antalya, Turquía        | Arcilla    | Lee So-ra       | Jessie Aney Park So-hyun                 | 4-6, 7-5, [10-4]      |
| 22. | 2 de junio de 2021       | Lisbon, Portugal        | Dura       | Momoko Kobori   | Ingrid Gamarra Martins Ma Shuyue         | 6-3, 6-1              |